# Basketbol'nyj klub Novosibirsk
Il B.K. Novosibirsk è una società cestistica avente sede nella città di Novosibirsk, in Russia. Fondata nel 2011, sulle ceneri del Lok. Novosibirsk, scioltosi per bancarotta, gioca nel campionato russo.

## Palmarès
- Superliga 1: 1

2014-2015
- Coppa di Russia: 2

2014-2015, 2016-2017